# Zęby tygrysa (powieść Toma Clancy’ego)
Zęby tygrysa (tyt. oryg. „The Teeth of the Tiger”) – powieść amerykańskiego pisarza Toma Clancy’ego. Przetłumaczona na język polski przez Pawła Martina. Wydana w 2004 r. przez wydawnictwo Amber.

## Fabuła
Akcja powieści rozgrywa się we współczesności; rządowe agencje wywiadowcze: NSA (Narodowa Agencja Bezpieczeństwa-National Security Agency) i CIA (Centralna Agencja Wywiadowcza-Central Intelligence Agency) nie działają zbyt skutecznie, dlatego zostaje stworzony „Campus” – instytucja działająca pod przykrywką firmy Hendley Associates. Siedziba „Campusu” mieści się w stanie Maryland w mieście West Odenton między linią łączącą właśnie NSA i CIA. Właścicielem tej całej korporacji jest Gerry Hendley, były senator, który odszedł z życia politycznego po stracie żony i córki. O „Campusie” nie wie urzędujący prezydent Ed Kealty, natomiast
były prezydent, Jack Ryan przyczynił się do jej stworzenia. Tak więc agencja stoi poza prawem, lecz działa na rzecz USA.
"Campus” werbuje trzech młodych ludzi: braci Briana i Dominica Caruso oraz Jacka Ryana – syna byłego prezydenta. Brian jest oficerem marines, który właśnie powrócił z akcji w Afganistanie, zaś Dominic agentem FBI, który z premedytacją zabił mordercę-pedofila, nie mogąc go ująć. Są szkoleni w Wirginii, ale tak naprawdę nie zdają sobie sprawy czemu ma to służyć. Młody Ryan zaczyna pracę jako analityk przechwyconych informacji między CIA a NSA; z początku nudzi go ta robota lecz, gdy coś odkrywa, przekonuje się do niej. W międzyczasie dwie agencje terrorystyczne, kolumbijska i islamska, zawierają przymierze – muzułmanie pomagają w utworzeniu siatki w Europie, a Amerykanie załatwiają transport ludzi do Ameryki Północnej.
W całej książce przeplatają się losy dobrych i złych, a moment kulminacyjny stanowi ich konfrontacja.